# Красное (Приднестровье)
Кра́сное (рум. Crasnoe; молд. Красное; укр. Красне) — населённый пункт в Слободзейском районе непризнанной Приднестровской Молдавской Республики (ПМР). Согласно административно-территориальному делению ПМР имеет статус посёлка городского типа. Согласно административно-территориальному делению Молдавии обладает статусом города. Расположен на левом берегу Днестра.

## География
Красное расположено в лесостепной зоне. Возле Красного течёт река Турунчук — рукав реки Днестр. Около посёлка находится мелководное озеро Красное. Посёлок граничит с селом Глиное на северо-западе и селом Коротное на юго-востоке.
От Красного до Днестровска 7 км, до Слободзеи — 15 км, до Тирасполя — 29 км, до Бендер — 50 км, до Кишинёва — 110 км, до Одессы — 90 км.
Улицы: Заводская, Рабочая, Школьная, Театральная, 40 лет Октября, Первомайская, Пионерская, Комсомольская, Восьмого марта, Новая, Некрасова, Фрунзе, Островского, Горького, Лермонтова, Лазо, Зои Космодемьянской, Тельмана, Ленина, Ткаченко, Гайдара, Пушкина, переулок Октябрьский.

## История
Указом Президиума Верховного Совета Молдавской ССР от 28 августа 1957 года населённый пункт при консервном заводе имени Микояна Слободзейского района отнесён к категории посёлков городского типа с присвоением ему наименования — Красное.

## Население
По данным государственной службы статистики ПМР население посёлка (города) на 1 января 2014 года составило 3553 человека, в 2010 году — 2900 человек. В основном это молдаване, украинцы и русские примерно в одинаковой пропорции.

## Экономика
В Красном работал консервный завод «Октябрь» — когда-то предприятие районного значения. Есть также торговая сеть магазинов «Райпотребсоюза» и одиннадцать частных магазинов, минимаркет «Шериф», кафе, бар, рынок, и одна аптека. Работает почтовое отделение, парикмахерская, швейное ателье.

## Транспорт
Транзитные автобусы из Днестровска в Тирасполь, Бендеры, Кишинёв, частные маршрутные такси. В Красном работают два автотранспортных предприятия «АТБ-6» и филиал ПО «Тираспольтранс», осуществляющие грузопассажирские перевозки. Через весь посёлок проходит дорога районного и республиканского значения. Основная часть улиц асфальтирована, но есть и мелкие улицы с грунтовым покрытием.

## Достопримечательности
Мемориал «Воинам Освободителям» в память о погибших в Великой Отечественной войне, состоящий из памятника в виде фигур двух солдат, вечного огня и плиты с именами, фамилиями и званиями бойцов Красной Армии, погибших при освобождении посёлка от фашистских захватчиков.